# Monteiro (Recife)
Monteiro é um bairro do Recife, Pernambuco.
Pertence à terceira região político-administrativa da cidade (RPA3).
Faz limite com os bairros: Apipucos, Poço da Panela, Alto do Mandu e Casa Amarela.

## História
As terras onde hoje se assenta o bairro do Monteiro fizeram parte do Engenho Várzea do Capibaribe, conhecido também como Engenho do Monteiro, cujo primeiro proprietário foi Pantaleão Monteiro, que o passou a sua filha Brásia Monteiro, casada com Domingos Bezerra Felpa de Barbuda, ficando por herança a seu filho Francisco Monteiro Bezerra, capitão na guerra contra os holandeses que foi aprisionado e deportado para a Holanda.
O bairro nasceu do aparecimento de uma povoação, de clima aprazível, onde as famílias iam veranear e que no início do Século XIX serviu para residência de verão do governador Caetano Pinto de Miranda Montenegro.
O bairro viveu seu apogeu em meados do século XIX, com plena efervescência de festa. Essa situação serviu como palco e citação no romance A emparedada da Rua Nova, de Carneiro Vilela:
| “ | A povoação do Monteiro, naquele ano de 1862, mostrava o aspecto brilhante de um arrabalde em plena efervescência de festa. As famílias mais gradas da cidade para ali haviam mudado a sua residência temporária e enchiam aquelas paragens com o ruído de suas alegrias, as alegrias dos seus divertimentos cordiais e repetidos. Primavam entre todas, a família Cavalcanti e, arrastada por ela, a de Jaime Novais. Josefina, estimulada pelo exemplo de sua amiga, atirava-se a todo o pano na vida elegante e ruidosa que levava a formosa senhora de Engenho. | ” |

## Demografia
Área Territorial: 53 ha 
População Residente: 5.917 habitantes
Densidade demográfica: 111,61 hab./ha.

## Edificações
- Museu do Homem do Nordeste